# کاراپت یازماچیان
کاراپت یازماچیان (ارمنی: Կարապետ Եազմաճեան؛ ۱۸۶۸ – ۷ اوت ۲۰۲۵) یک نقاش ارمنی‌تبار اهل امپراتوری عثمانی بود.

## زندگی‌نامه
بر طبق اسناد در گذشتگان کلیسای تاکاور مقدس (به انگلیسی: Surp Takavor)کاراپت یازماچیان در ناحیه قاضی کوی در اسکودار زاده شد و نام همسر وی درونی (به ارمنی: Տերունի)بود. خانواده او صاحب سه فرزند بودند که در شهر اسکودارزاده شده و رشد یافتند. او مردی خویشتن دار و ویولون نواز ی ماهر بود. همسر نخست وی از خویشاوندان نوبار پاشا بود و دوازده سال بزرگ‌تر از او بود و چهار سال بعد از ازدواجشان در گذشت. بعد از مدتی خانه یازماچیان طعمه حریق شد و جز تعداد اندکی از نقاشیهایش چیزی باقی نماند. یازماچیان هنگامیکه این نقاشی‌ها را به مغازهٔ دوستش در شهر قاضی کوی می‌برد مورد ضرب و شتم سارقان قرار گرفت و نقاشیهایش به سرقت رفت. بعد از این واقعه او مدت‌ها از شوک وارد شده قادر به صحبت کردن نبود. او مدتی را در همان مغازه دوستش در قاضی کوی می‌زیست تا زمانیکه او سند برائت زن بیوه‌ای به نام سرپوهی (به ارمنی: Սրբուհի) که دخترش در ایتالیا به فراگیری زبان لاتین مشغول بود را گرفت. سرانجام آنان ازدواج کردند. هنگامی که دختر سرپوهی از ایتالیا بازگشت آنان به دهکده سویزیلی نقل مکان کردند. هشت ماه بعد کاراپت یازماچیان در اثر سکته قلبی در گذشت.

## سبک

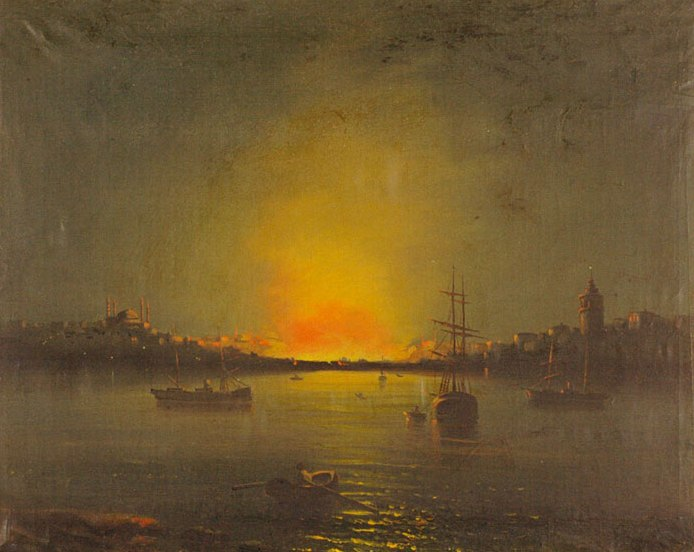

یازماچیان مناظر، هارمونی رنگی و موضوع‌هایی را برای نقاشی برمی‌گزید که بسیار شبیه نقاشیهای مگردیچ جیوانیان(۱۸۴۸–۱۹۰۶) بودند. به هر حال ضربات قلم موهای او کمی آزاد تر و رها شده تر هستند. او نیز مانند جیوانیان برای آنکه بتواند از نقاشیهایش امرار معاش نماید می‌بایست نقاشیهایش را با سرعت می‌کشید. او همچنین برای کلیساهای محلی نقاشی کرده‌است. نقاشی‌های کلیسایی او استادانه تر و با دقت بیشتری کشیده شده‌اند.
یکی از آثار جالب هنری به جا مانده از او نقاشی دو سویی است که بر روی قطعه حلبی نقاشی شده‌است و به عنوان نشان مغازه از آن استفاده کرده‌است. او در یک سو آن خود را در حال نقاشی کردن کشیده است و در سویی دیگر شاهد نقاشی طبیعت بی‌جان هستیم و این حکایت از ظرفیت پذیرش مشتریان متنوع را دشته است و اینکه او هم سفارش‌های پرتره و هم طبیعت بی جان را می‌پذیرفت. همچنین از نشان مغازه چنین می‌نماید که یک نقاش در در این دوران در شهراستامبول یک کاسب نیز بوده‌است و تابلو نقاشی به عنوان یک کالای قابل سفارش در جامعه و سیستم اقتصادی امپراتوری عثمانی پذیرفته می‌شده‌است. نقاشی جالب توجه تر دیگر او زن جذابی که در دهانش سم دارد در این نقاشی مرد برهنه‌ای را می‌نماید که در بین موجود افسانه‌ای نیمه مار و نیمه انسانباسیلیسک پیچیده شده‌است. این موجود افسانه‌ای گویی با خشم به خداوند می‌نگرد چرا که قادر به انجام خواست خویش نیست. تضاد رنگ شدید بین بدن صورتی انسان در مقابل آبی تیره و پولک‌های قرمز موجود افسانه‌ای و جام عجیبی که مرد در دستان خود دارد در خور توجه است.

## نقاشی‌ها
برخی آثار برجسته وی عبارتند از:
- آتش‌سوزی در بایزید
- منظره گالاتا از سوی هالیک
- طوفان در دریا(۱۹۰۶)
- فانوس دریایی فنر
- منظره تنگه بسفر (۱۹۱۲)
- آتش در گالاتا
- قایقرانان (۱۸۹۸)
- قایق سواری در باغ ها(۱۹۰۴)
- قلعه روملی حصار
- برج گالاتا در زمستان